# Maison Picassiette

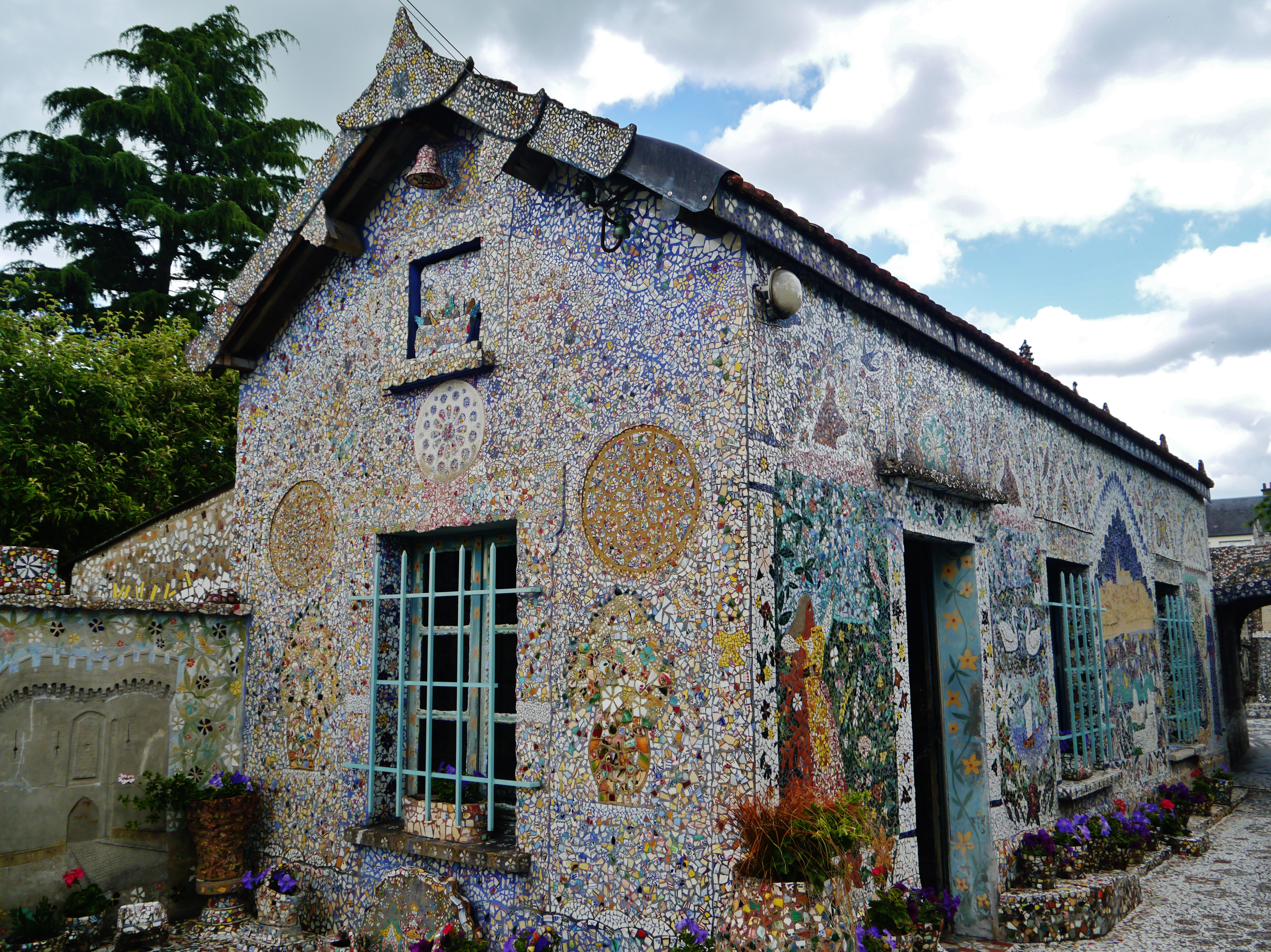
Maison Picassiette

Het Maison Picassiette (of het huis van duizend stukken) in het Franse Chartres is een voorbeeld van naïeve architectuur bestaande uit glas- en aardewerkscherven vastgekleefd in cement. Het is gesitueerd in de Rue du Repos.
Het huis werd gebouwd door Raymond Isidore (Chartres, 8 september 1900 - aldaar, 7 september 1964), bijgenaamd Picassiette. Hij werkte als veger op de begraafplaats en bouwde in 1930 een huis voor zichzelf. Zonder speciaal doel verzamelde hij glas- en porseleinscherven, stukjes vaatwerk, die hij in zijn tuin bewaarde, wat hem de bijnaam Picassiette (bordendief) bezorgde bij de mensen uit de buurt. Dan kwam hij op het idee de scherven te gebruiken om er mozaïeken van te maken en er zijn huis mee te versieren. Hij begon binnen, vervolgde met de buitenmuren en bedekte uiteindelijk ook de open plekken in de tuin, waardoor hij op een totaal kwam van 55 bij 15 m = 825 m². In 1962, na ongeveer 29.000 uur, was zijn levenswerk vrijwel voltooid. Hij overleed te Chartres in 1964.